# Конц (Лашко)
Конц (словен. Konc) је насељено место у општини Лашко, Савињска регија, Словенија.

## Историја
До територијалне реорганизације у Словенији био је у саставу старе општине Лашко.

## Становништво
У попису становништва из 2011. године, Конц је имао 30 становника.
| Број становника према пописима | Број становника према пописима | Број становника према пописима |
| ------------------------------ | ------------------------------ | ------------------------------ |
| 1991                           | 2002                           | 2011                           |
| 30                             | 25                             | 30                             |